# امیرارشد تاجمیر
امیرارشد تاجمیر (زادهٔ ۱۴ آذر ۱۳۶۳ در تهران – درگذشتهٔ ۶ دی ۱۳۸۸ در تهران) از کشته‌شدگان اعتراضات مردمی به نتایج انتخابات ۲۲ خرداد ۱۳۸۸ بود.

## زندگی
امیرارشد تاجمیر، ۱۴ آذر ۱۳۶۳ متولد شد. او فرزند کوچکِ شهین مهین‌فر، گوینده و مجری با سابقهٔ رادیو و تلویزیون ایران بود. وی به عنوان صدابردار در رادیو مشغول به کار بود.

## کشته‌شدن
ظهر روز ۶ دی ۱۳۸۸ مصادف با عاشورا، با وجود گذشت چند ماه از انتخابات دهم ریاست جمهوری، معترضان به نتایج انتخابات مجدداً به خیابان آمدند. امیرارشد تاجمیر نیز در بین معترضان، در میدان ولی‌عصر تهران بود. به گفتهٔ مادرش، در میانهٔ درگیری‌ها «امیر ارشد صدای فریاد چند زن را می‌شنود که زیر دست و پای مأموران باتوم به دست‌گیر افتاده‌اند و فریاد می‌کشند. یکی از مأموران زن جوانی را روی کف سیمانی خیابان می‌کشاند و دیگری با باتوم به جانش افتاده‌است.» شهین مهین‌فر از قول دخترانی که امیر ارشد به کمک‌شان رفته، ماجرا را بدین صورت شرح داده‌است: «مردم هو می‌کردند وقتی اینها کتک می‌خوردند. امیر ارشد فریاد زد آخه هوی شما چه دردی را از اینها دوا می‌کند. اینها خواهر و مادر ما هستند، نجات‌شون بدهیم. امیر ارشد وقتی اینها را نجات داد مردم به او گفتند فرار کن فرار کن تا تو را نگرفتند.» امیر ارشد به دنبال راه فرار شروع به دویدن می‌کند. خودروی نیروی انتظامی با سرعت شروع حرکت کرده و او را زیر می‌گیرد. مردم قصد کمک به او و چند تن دیگر ازجمله شهرام فرج‌زاده را دارند که رانندهٔ خودرو دنده عقب گرفته و این بار با سرعت بیشتری، به همراه یک خودروی دیگر از روی آنان رد می‌شود. امیرارشد تاجمیر پس از انتقال به بیمارستان درگذشت.
پیکر امیرارشد تاجمیر، ۱۲ دی ۱۳۸۸ پس از یک هفته به خانواده‌اش تحویل داده شد و در قطعهٔ ۳۰۲، ردیف ۱۶۶، شماره ۷ بهشت زهرای تهران، به خاک سپرده شد.

## حواشی
- فیلم زیر گرفته شدن امیرارشد تاجمیر توسط دو خودوری نیروی انتظامی، به سرعت و به شکل گسترده در شبکه‌های مجازی انتشار یافت.[۹][۱۰] این فیلم یکی از معروف‌ترین تصاویر به جا مانده از سرکوب و کشتار معترضان به نتایج انتخابات ریاست جمهوری سال ۱۳۸۸ است.[۱]
- رسانه‌های حکومتی مرگ امیرارشد تاجمیر را بر اثر تصادف اعلام کردند.[۱۱][۱۲]
- شهرام فرج‌زاده، شبنم سهرابی و شاهرخ رحمانی نیز در این واقعه توسط خودروی نیروی انتظامی زیر گرفته شده و کشته شدند.[۱۳]
- یکی از شاهدان عینی این حادثه لیلا توسلی، دختر محمد توسلی از فعالان سرشناس نهضت آزادی، بود که در فیلم منتشر شده در یوتیوب نیز چهره‌اش مشخص است. لیلا توسلی بعدها به دلیل مصاحبه با رسانه‌ها بازداشت شد.[۲]
- مأموران امنیتی پس از یک هفته از درگذشت امیرارشد تاجمیر، ساعت ۳ بعد از ظهر روز ۱۲ دی ۱۳۸۸، به خانوادهٔ تاجمیر اطلاع دادند که برای بردن جسد فرزندشان به پزشک قانونی کهریزک مراجعه کنند. آنها تأکید کردند غیر از اقوام نزدیک به کسی خبر ندهند و مراقب باشند تا مراسم در «نهایت آرامش و بی‌سر و صدا» انجام شود. محل دفن نیز از طرف مأموران از پیش تعیین شده بود و امکانی برای تصمیم‌گیری خانواده وجود نداشت.[۸]
- روز خاکسپاری، سه خودرو و تعداد زیادی مأمور، اعضای خانواده را در راه بهشت زهرا همراهی کردند. هنگام خاکسپاری مأمورین در میان افراد حاضر ایستادند و از آنها عکس و فیلم تهیه کردند.[۸]
- احمدرضا رادان، جانشین وقت فرمانده نیروی انتظامی در مقابل دوربین تلویزیون جمهوری اسلامی گفت: «دو نفر توسط یک خودرو و در یک حادثه تصادف کشته شدند، با اطلاعی که مردم دادند حادثه برای شناسایی اتومبیل و راننده توسط پلیس در دست بررسی است.»[۲]
- مأموران امنیتی، شهین مهین‌فر را تحت فشار قرار دادند تا اعلام کند که خود او در کنار فرزندش حضور داشته و شاهد است که پسرش در اثر یک سانحه کشته شده ‌است. آن‌ها همچنین وی را تهدید کردند در صورت عدم همکاری، حقوقش در صدا و سیما را از دست می‌دهد.[۷]
- شهین مهین‌فر پس از کشته‌شدن فرزندش، همکاری خود را با صدا و سیما قطع کرد.[۵]
- در آذر ۱۳۹۸ شهین مهین‌فر، مادر امیرارشد تاجمیر به همراه شهناز اکملی، مادر مصطفی کریم‌بیگی و چند تن دیگر، به دیدار خانوادهٔ پویا بختیاری، از کشته شدگان اعتراضات آبان ۱۳۹۸ رفتند.[۱۴]